# Siré Komara
 (décembre 2023).
Siré Komara, née en 1991, est un écrivain guinéen.

## Biographie
Siré Komara, née en 1991 est la fille d'un fonctionnaire international, elle a quitté la république de Guinée à l'âge de trois ans pour l'Égypte ou elle poursuit ses études au lycée français du Caire.

## Ouvrages
Sira Komara a publié l'autobiographique Mes Racines à l'âge de 14 ans,, puis une bande dessinée, Le Téléphone de Siré.

## Travaux
- 2006 : Mes racines, Paris : Éditions Cauris[5] ;
- 2007 : Le Téléphone de Siré, Société africaine d'édition et de communication[6].